# Hoàng Triết Hiền
Tiến sĩ Hoàng Triết Hiền (tiếng Anh: Wong Jeh Shyan, tiếng Trung: 黃哲賢; bính âm: Húang Zhéxián; Hakka: 客家 Kèjiā) là cựu Giám đốc điều hành của CommerceNet Singapore. Ông là người đồng sáng lập và đảm nhiệm vị trí giám đốc điều hành của Ecommerce Gateway Pte. Ltd., với việc đầu tư chiến lược trong lĩnh vực du lịch kết hợp hội nghị, hội thảo, triển lãm, tổ chức sự kiện (viết tắt là M.I.C.E.) ở Karachi và Trung Đông. Dự án của công ty bao gồm Hội Thảo và Triển lãm Quốc phòng Quốc tế (International Defence Exhibition and Seminar) và sở hữu ITCN Asia, sự kiện ICT lớn nhất ở Pakistan.
Ông còn là nhà đồng sang lập của Shyan Associates, Đối tác cố vấn của CNSG Consulting Group, và có vai trò gián tiếp trong hơn mười công ty đầu tư vốn cổ phần và liên doanh tư nhân ở Trung Quốc và Viễn Đông. Hoạt động của ông bao gồm vị trí chủ tịch của International Architects' Salon, đơn vị thực hiện các công tác hành lang cho dự án bảo trì Nhà máy 798 tại Bắc Kinh trong giai đoạn 2003-2004, bây giờ đổi tên thành Dashanzi Art District 798. Phạm vi công việc chủ yếu được biết đến của ông bao gồm tư vấn doanh nhân thành công, thường là từ các hộ kinh doanh gia đình ở Trung Quốc, Singapore, Malaysia, Nhật Bản và Pakistan, mở rộng đến Nam Phi. Ông hiện là thành viên trong Hội đồng Cố vấn (CS & IT) tại Viện Kinh doanh và Công nghệ (Biztek) (Institute of Business and Technology (Biztek) ở Karachi và cố vấn cho Đại học Dadabhoy Institute of Higher Education ở Karachi.

## Hoàn cảnh gia đình
Tiến sĩ Hoàng Triết Hiền thuộc thế hệ thứ ba của trong một gia đình mang hai dòng máu Trung Quốc và Malaysia: Ông nội ông là người Khách gia, Wong Men (sinh tháng 11 năm 1901, mất năm 1988), di cư từ Yingde đến Laoshimei (老鼠 尾), một ngôi làng ở quận Thanh Viễn tỉnh Quảng Đông, sau đó vượt qua eo biển Straits Settlements để đến Singapore vào năm 1912 trước khi định cư tại khu vực khai thác mỏ thiếc của Quận Kinta. Ông là người lớn nhất trong năm anh chị em, và được sinh ra tại Ipoh và lớn lên ở làng Ampang Baru, trong ngôi nhà gỗ số 200. Cha ông-Wong Yon Loong (sinh năm 1941) là một người được giáo dục chính thống theo kiểu Trung Quốc và đã từng là hiệu trưởng ở nhiều trường tiểu học khác nhau trong quận Kinta. Mẹ ông-Goh Swee Kim (sinh ngày 24 Tháng 12 năm 1936 -  mất ngày 01 tháng 12 năm 1999) là hậu duệ của ông Phúc Châu, là một nhà giáo dục, và từng là hiệu trưởng tại nhiều trường tiểu học Trung Quốc ở Perak. Mặc dù được hưởng giáo dục Trung Quốc truyền thống, họ vẫn quyết định gửi Wong đến trường học kiểu Anh.

## Giáo dục
Hoàng Triết Hiền tốt nghiệp với hai tấm bằng cử nhân tại trường Đại học Quốc gia Singapore (National University of Singapore), trước đó ông học tại trường cấp ba Han Chiang High School ở Penang. Ông học cấp hai ở trường Anderson và Seri Putera (Seri Kepayang) ở Fair Park, và trường cấp một Ho Seng Ong ở Canning Garden. Ông nói được tiếng Quan Thoại, Quảng Đông, Khách gia, Phúc Kiến, Malay, Tiếng Anh, và một chút Tiếng Pháp, Tiếng Hàn, và Tiếng Nhật.
Ông dẫn đầu một chiến dịch nhằm giữ gìn Cộng đồng nói Tiếng Hoa ở trường Anderson khỏi bị đóng cửa vào năm 1982. Ông là Chủ tịch của Hội Địa lý và Nhiếp ảnh tại trường Anderson vào năm 1982-83. Ở trường Đại học Quốc gia Singapore, ông la Chủ tịch hội Kiến trúc, Nhà ở và Bất động sản (ABEM) từ năm 1989-90, đồng thời được bầu chọn là Chủ tịch Hội Kiến trúc của trường trong hai năm này. Ông tham gia vào các Hội đồng lần thứ 10 và thứ 11 của Hội sinh viên là thư ký của Ủy ban kỷ luật, điều tra các trường hợp lạm dụng quyền biểu quyết trong các cuộc bầu cử năm 1990.
Hoàng Triết Hiền đam mê công việc đào tạo doanh nhân và chủ doanh nghiệp về luật công ty về vai trò pháp nhân, bảo vệ quyền lợi của cổ đông nhỏ và các phương pháp huy động vốn. Ông giới thiệu các khái niệm về tầm nhìn và sự minh bạch tới các doanh nhân Trung Quốc tới tham dự Hội nghị bàn tròn Mạng lưới Doanh nhân của mình, cũng như một loạt các bài giảng mang tên "Sự kì diệu của nguồn vốn" (Miracles of Capital). Ông là người khởi xướng của một số thuật ngữ trong đó có cơ chế vốn và những châm ngôn nổi tiếng với cộng đồng các nhà doanh nghiệp và nhà đầu tư Trung Quốc như: 您 的 选择 是 您 的 选择; 我 的 选择 决定 您 的 选择 (tạm dịch: Sự lựa chọn của bạn là của bạn, nhưng sự lựa chọn của tôi xác định sự lựa chọn của bạn) 可 控制 结果 的 叫 '投资', 不可 控制 结果 的 叫 '赌博' (Bất kỳ tài nguyên đưa vào một kết cục không kiểm soát được gọi là cờ bạc, trong khi bất kỳ nguồn lực đưa vào một kết cục kiểm soát được gọi là một sự đầu tư; và 不 符合 您 逻辑 思维 的 就叫 '奇迹' (Bất cứ điều gì không tuân theo logic của bạn được gọi là một phép lạ).
Hoàng Triết Hiền tập Thiền (Zen), bằng cách dùng một loạt các phương pháp đơn giản trong thăm dò và thẩm vấn. Ông áp dụng biện pháp tinh thần để di dời, bố trí và công án (Koan) để truyền đạt ý tưởng kinh doanh, kỹ thuật và phương pháp luận. Ông gọi đó là phương pháp của kẻ ngốc, một kỹ thuật mà ông sử dụng trong các bài giảng và các bài thuyết trình của mình. Wong dạy tái cơ cấu doanh nghiệp, kỹ thuật tài chính, hoạch định tài chính, kế hoạch dài hạn trong định giá doanh nghiệp.

## Đầu tư vào Pakistan
Đột phá đầu tiên của Hoàng Triết Hiền vào thị trường Pakistan là thương vụ mua công ty US Publisher Pvt. Ltd. nằm trong Trang vàng Jamal. Ông đã được ghi nhận là người vực dậy công ty này và biến nó thành một trong những nhà xuất bản lớn nhất và thu nhiều lợi nhuận nhất ở Pakistan. Bên cạnh Bahrain, Karachi là căn cứ địa để ông tấn công vào thị trường Trung Đông.
Cùng với nhà đồng sáng lập của Ecommerce Gateway-Tiến sĩ Khursheed Nizam, ông góp phần khởi đầu và phát triển ngành công nghiệp M.I.C.E. ở Pakistan vào đầu những năm 2000. Dù còn lạ lẫm với CommerceNet, ông đã dẫn phái đoàn thương mại đến Pakistan từ năm 2001 đến năm 2007. Từ đầu năm 2008, ông chuyển trọng tâm của mình sang xây dựng nhiều quỹ bất động sản quốc tế ở Pakistan và Trung Quốc, đồng thời đầu tư và phát động các dự án bất động sản này trên diện quốc tế.
Hoàng Triết Hiền đã thành lập chuỗi ITCN châu Á (đặt theo tên của Infocomm Technologies CommerceNet Asia) ở Karachi, vào tháng 3 năm 2001. Dự án này được sự ủng hộ của Thống đốc của Sindh-Ngài Muhammad Mian Soomro, và sau đó là Ngài Tiến sĩ Ishrat Ul Ebad Khan, sau này là Ngài Thống đốc và Bộ trưởng Tài chính, Thượng nghị sĩ Tiến sĩ Abdul Hafeez Shaikh. Đây là một chất xúc tác để ông đầu tư vào Karachi Dự án này mang phạm vi quốc tế, với sự hỗ trợ và tham gia của cựu Tổng thống Pervez Musharraf.
Ông thành lập chuỗi thương nghiệp MuslimBIG sau nhiều nỗ lực trực tuyến không thành công bao gồm MuslimBizHub và ePortal Exchange. Ông là một cộng tác viên của Phòng Thương mại Hồi giáo và các cựu tổng thư ký của Aqeel Ahmad Al-Jassem.
Ông tuyên bố ý định rời Ecommerce Gateway để tập trung vào Danh mục đầu tư Quảng Đông, Ấn Độ Dương, và Nam Phi vào cuối năm 2009. Tuy nhiên, ông vẫn quan tâm đến các lĩnh vực y tế điện tử, y tế viễn thông và chăm sóc sức khỏe từ xa.
Ông lên kế hoạch xây dựng khuôn viên Đại học Dadabhoy rộng 250 mẫu Anh (1,0 km2) ở Hawkesbay. Ngôi trường sẽ do một tổ chức phi lợi nhuận quản lý. Ngôi trường mới dự kiến có thể tiếp nhận 28.000 sinh viên đại học sau khi hoàn thành. Wong đề xuất chương trình tích hợp sinh viên và nhà ở xã hội như là một phần của sự phát triển đại học trong đô thị, đồng thời là một biện pháp phần nào giảm bớt một phần áp lực từ tình trạng thiếu nhà ở Karachi.

## Đầu tư vào Đông Nam Á và Đông Á
Đầu tư của Hoàng Triết Hiền vào khu vực Đông Nam Á chủ yếu tập trung ở Bangkok, Phnôm Pênh và các dự án mới ở Jakarta. Ông chủ yếu đầu tư vào các lĩnh vực thiết kế môi trường, tái chế chất thải, khoa học vật liệu và tài trợ dự án. Công ty đầu tư mạo hiểm của ông làm việc với các công ty Bogor Cyber Park ở Indonesia.
Ông đã tài trợ các dự án có tính rủi ro cao ở Campuchia, ban đầu là thông qua công ty đầu tư mạo hiểm đầu tiên trong nước. Sau đó ông rút khỏi thị trường Campuchia. Ông tập trung vào vật liệu xây dựng thân thiện với môi trường, và các tòa nhà "xanh". Ông chuyển các nguồn lực của mình từ Campuchia đến Phuket, Thái Lan, trước khi ổn định các nhà máy tại Malaysia và Trung Quốc. Vào giữa năm 2011, Wong bắt đầu tái cơ cấu các khoản đầu tư của mình trong khu vực Đông Nam Á và Đông Á, đặt trụ sở chính và cơ cấu hoạt động chính ở Hồng Kông.
Tài nguyên đầu tư của ông ở Hàn Quốc và Nhật Bản chưa nhiều. Ông tập trung vào lĩnh vực P2P-sourcing, tài chính và thương mại điện tử ở các nước này.

## Đầu tư vào Bahrain, Trung Đông và Bắc Phi
Hoàng Triết Hiền đồng sáng lập Tập đoàn Middle-east Transit Corporation (METRANS), cùng với Sheikh Saud bin Salman Al-Khalifa và Abdul Wahab Al-Zaid. Công ty đặt trụ sở tại Bahrain và vươn ra toàn bộ Trung Đông. Công ty đã đặt tiền đề để Tập đoàn Monorail thâm nhập vào thành thành phố Medina, Vương quốc Ả-rập Xê-út, và cộng tác với MTrans Monorail của Malaysia. Ông cũng đã tài trợ cho MTrans Monorail để thử nghiệm các thị trường như thành phố Amman (Jordan), Istanbul và Ankara (Thổ Nhĩ Kỳ), Karachi (Pakistan) cũng như Cairo (Ai Cập). Ông nhắm tới mục tiêu di chuyển cơ sở Trung Đông của ông từ Bahrain tới Qatar.
Hoàng Triết Hiền cộng tác với Ngài Haitham O. Himut quá cố, người sáng lập Công ty Strategic Enterprise Corporation (SECORP) của Ả-rập Xê-út. Haitham cũng là một cổ đông của METRANS và cũng đã tham gia khởi xướng dự án iTeknocity của Bahrain. Haitham thuyết phục Hoàng Triết Hiền đầu tư vào Trung Đông và Bắc Phi (MENA). Ông ban đầu đại diện cho SECORP tại Singapore cho đến năm 2006 và tiếp hỗ trợ cho SECORP qua Consulting Group CNSG. Qua các mối quan hệ trong việc chuẩn bị cho dự án ở Sudan, chương trình NGIP trong khuôn khổ Nubia Free Zone ở vùng nói tiếng Ả Rập của Bắc Sudan, SECORP cũng thuyết phục ông để khai phá thị trường Ain Al-Sukhna tại Ai Cập cho dự án phát triển đô thị công nghệ mới. SECORP cũng đưa ông tới Indonesia để làm việc cho một phiên bản của Bogor Cyber , ông cộng tác hai trong số bảy thời kì của giai đoạn I. Ông đã viết ra phần lớn các phi vụ đầu tư của mình ở MENA sau khi Haitham mất, và đây cũng là nguyên do khiến tất cả các dự án phải dừng lại. Ông chuyển trọng tâm của mình tới Côte d'Azur, Pháp và Athens ở Hy Lạp.
Dù hầu hết các thương vụ đầu tư của ông ở Ả Rập Xê-út, bao gồm các triển lãm (ví dụ như ITCN Saudi Arabia - Dammam), đều nằm ở các tỉnh miền Đông, ông cũng quan tâm đến tỉnh Asir và xung quanh Biển Đỏ trong lĩnh vực công nghệ có giá trị gia tăng cao, khoa học y tế,và các dự án tái phát triển đô thị bền vững. Khó khăn trong việc đảm bảo tính khả thi của dự án ở Asir khiến ông phải chuyển hướng tập trung lên lục địa châu Phi.

## Đầu tư ở Trung Quốc
Hoàng Triết Hiền tiến công vào Trung Quốc lần đầu vào năm 1992 ở tỉnh Hải Nam. Ban đầu ông tập trung vào quản lý xây dựng; thiết kế kiến trúc và nội thất; cũng như tiện ích kinh doanh và các lĩnh vực mạng. Sau đó, ông vươn ra các thành phố khác như Quảng Châu, Bắc Kinh, một chút ở Nam Kinh trước khi mở rộng hơn nữa đến Thượng Hải, Thành Đô và Hạ Môn. Ông có hứng thú với ngành du lịch khách sạn, quy hoạch du lịch và các dự án phát triển. Ông liên kết với hơn mười nhóm cổ phần tư nhân riêng biệt và độc lập, nay gọi là "Guangdong Portfolios". Ông thiết lập trụ sở ở Bắc Kinh nhằm đại diện cho các doanh nghiệp này. Ông đã liên kết với hơn 1000 doanh nhân Trung Quốc, nhà đầu tư chứng khoán tư nhân và các nhà đầu tư chiến lược của Đông Nam Á vào thị trường Trung Quốc.
Ông đã tư vấn khởi nghiệp cho hàng loạt các công ty cổ phần tư nhân khác nhau của Trung Quốc cho quá trình tiến vào các nước Đông Nam Á của họ theo dự án MOC. Một số đã tiếp tục tiến đến Nam Á, Trung Đông và khu vực châu Phi. Ông đã làm việc trong thị trường ô tô Trung Quốc, kết nối Bufori với một nhà phân phối chính của địa phương, có trụ sở tại Thượng Hải.
Ông lập nhà máy bê tông thân thiện môi trường tại Thanh Đảo và Trùng Khánh, nhưng thoái vốn sau khi các đối tác Trung Quốc bị cắt tài trợ. Ngoài Thượng Hải, ông còn làm việc trong một dự án bảo tồn di sản của UNESCO, với Suzhou Creek là nhà thầu. Ông lập danh mục đầu tư các doanh nghiệp ở các tỉnh Quảng Đông, Bắc Kinh, Thượng Hải, Tứ Xuyên, Hạ Môn, Phúc Kiến. Danh mục này tên là 'The Cross-Straits Portfolio', tập trung vào các dự án tại Phúc Kiến và Đài Loan. Ông cũng được biết đến là người sang lập và đầu tư vào Black Diamond Digital Studio, một công ty sản xuất phim ở Trung Quốc tập trung vào lĩnh vực đồ họa công nghệ cao, hình ảnh kỹ thuật số và mô hình 3-D.
Ông đã hợp tác với nhóm các sinh viên giỏi nhất của mình từ Sơn Đông vào giữa năm 2013 để thiết lập nhóm Level 26 Venture Capital gây chú ý ở Hội nghị bàn tròn Doanh nhân Toàn cầu tại thành phố Duy Phường, Trung Quốc.

## Đầu tư ở Malaysia
Hoàng Triết Hiền gây quỹ đầu tư và liên doanh qua việc thành lập các nhóm MOC. Với tư cách là người đứng đầu, ông hướng dẫn và thúc đẩy các nhóm này hướng tới lĩnh vực 'đô thị xanh ". Ông được bổ nhiệm làm Giám đốc điều hành của Bộ Xây dựng Capital Berhad vào tháng 7 năm 2015 và xử lý các khoản đầu tư vào các công ty nắm rõ được cơ chế vốn. Tập trung đầu tư của ông nghiêng về các dự án cộng đồng quy mô lớn bao gồm nước lọc, thu hồi chất thải và tái chế, phục hồi đất canh tác, kỹ thuật phục hồi và tiết kiệm năng lượng, trong đó có EV Solar Berhad. Ông tiên phong trong việc nghiên cứu tính khả thi của các chương trình phục hồi đất canh tác quy mô lớn. Ông quyết tâm ngăn chặn tình trạng sa mạc hóa sau khi chứng kiến những vùng đất bị bỏ hoang sau khai thác mỏ tại thành phố quê hương của ông. Ông nỗ lực không ngừng nhằm biến vùng đất khô cằn thành đất canh tác ở ngoại ô Karachi, Pakistan, sa mạc rộng lớn của Nội Mông, Trung Quốc, và các bình nguyên ở Nam Phi. Wong là quan tâm đến nông nghiệp, đặc biệt là phương pháp canh tác theo chiều dọc. Dự án thí điểm ban đầu là nhằm biến đất cằn cỗi Lan Châu đã không mang lại kết quả tích cực. Ông tiếp tục thực hiện thử nghiệm ứng dụng, bằng cách sử dụng một công thức hỗn hợp gel giữ nước với đất cằn. Có một số phê bình ông 'cuồng tín' và mù quáng trong các dự án về môi trường và ngăn ông tiếp cận với các cơ hội khác.
Cộng sự của Hoàng Triết Hiền bao gồm những người sáng lập của Yee Hup; Kinta Switchgear; và đặc biệt là MTrans nơi ông đã giúp công ty này trong việc đột phá vào các thị trường quá cảnh khu vực đô thị, đặc biệt là ở Trung Đông và Nam Á. Một trường hợp khác là Bufori Motor Car ở Kepong, Malaysia.
Những cố gắng đầu tư đầu tiên ở Malaysia của ông đã kết thúc trong thất bại, kể cả vào thời gian đầu của kỉ nguyên dotcom khi ông đã đổ vốn rất nhiều vào website www.ipoh.com dưới danh nghĩa Ipohcom và Ipohcom Technologies. Các nhà phê bình nhận xét việc ông quá nặng tình với quê hương của mình khiến ông không đưa ra các quyết định đầu tư sắc biến, một điều hiển nhiên trong những phi vụ đầu tiên. Ông chọn Penang và Kuala Terengganu ít nổi tiếng hơn để xây dựng cơ sở kinh doanh tại Malaysia của mình thay vì Ipoh, bao gồm Penang Hill và Cameron Highlands, nơi ông đã rải một loạt các khoản đầu tư về du lịch. Ông khởi xướng Hội nghị bàn tròn Doanh nhân Toàn cầu (GER) in Kuala Terengganu, together with Terengganu Chinese Chamber of Commerce and Industry (TCCCI), for community upgrading and think-tank activities. ở Kuala Terengganu, cùng với Phòng Thương mại và Công nghiệp Trung Quốc (TCCCI) ở Terengganu, nhằm mục tiêu hành động và nâng cấp cộng đồng. Loạt hội nghị này tiếp tục phát triển và kết thuc bằng Hội nghị thứ 8 tổ chức tại Kuala Lumpur. Ông tài trợ cho việc phát triển cửa hàng cao cấp, tương tự như mô hình kinh doanh ông nhân rộng ở Trung Quốc cũng như Garden Route, Nam Phi. Sáng kiến ít được biết đến của ông bao gồm private-REIT, với việc quy hoạch lại nhà cũ thành nhà ở chất lượng ở Kuala Lumpur và Singapore.
Hoàng Triết Hiền quan tâm đến công ty MOC Capital Berhad (MOCC) và từng là Giám đốc điều hành của nhóm. Ông cũng là người đồng sáng lập của M Concept Capital Berhad (MCCB) cũng như đồng sáng lập AlphaCap Berhad, và tập trung vào các công ty công nghệ ở Kuala Lumpur.

## Đầu tư vào Mauritius
Hoàng Triết Hiền đầu tư vào Mauritius với vai trò lên ý tưởng và là chủ quy hoạch của dự án  Solares Integrated Resort Scheme (IRS) tại Làng Flic-en-Flac, đây cũng là dự án Integrated Resort Scheme lớn nhất ở Mauritius. Solares IRS được biết đến nhiều hơn như là thị trấn đầu tiên trong dự án về khu nghỉ dưỡng của Mauritius, và là một trong những IRS đầu tiên được phê duyệt bởi chính phủ Navinchandra Ramgoolam.
Ông còn là một kiến trúc sư và nhà quy hoạch đô thị, người đề xuất dự án Uptown cho Port Louis. Ông kết hợp dự án với đề xuất về vận tải cho thành phố. Ông được ủy quyền bởi chính quyền Pháp ở Patrick Yaich trong năm 2008 để làm việc cho dư án Uptown ở Port Louis, gần vị trí ban đầu ông đề xuất. Vùng đất mà ông đã thiết kế thuộc về United Docks Limited. Yaich đã ủy nhiệm để các kiến trúc sư khác từ Dubai và Hoa Kỳ, nhưng đề nghị của Hoàng Triết Hiền đã đưa ra được giải pháp với sự tích hợp của tài chính kỹ thuật. Sau đó ông làm việc với United Docks Limited trong kế hoạch Port Louis Uptown ở Caudan, tuyên bố rằng dự án sẽ dừng lại nếu Chính phủ không minh bạch.
Một trong những dự án của ông là thu hút đầu tư ban đầu cho dự án đường một ray ở Mauritius từ cả những người ủng hộ và phản đối nó. Chương trình quảng bá bằng tàu hỏa của MTrans Technology Berhad (nay là Scomi Rail)
 thực chất là thế thân cho cho xe buýt và ô-tô. Ông đã thuyết phục MTrans sử dụng Mauritius là bệ phóng để chinh phục khu vực châu Phi, đặc biệt là Nam Phi và Madagascar. Ông công tác với người sáng lập MTrans- Ông David Chew Keat Soon, người quản lý MTrans International Limited Hồng Kông. Ông cũng tài trợ một nghiên cứu xem rằng Madagascar có thể là một giải pháp cho vận tải hàng không hiện đại ở châu Phi thay vì Mauritius. Ông đã đến Antananarivo và gặp Marc Ravalomanana  khi ông này vẫn còn là tổng thống vào cuối năm 2007.

## Đầu tư vào Singapore
Hoàng Triết Hiền sang lập loạt giải thưởng E-Global, một giải thưởng vinh danh những ý tưởng trí tuệ của người trẻ ở Singapore. Ông cộng tác với AMPRO, một công ty Hồi giáo của Malay; Junior Chamber International, City JC Singapore; Hiệp hội doanh nhân và ngưởi khởi xướng Singapore (IdEAS) và các tổ chức khác để khởi động giải thưởng E-Global.
Ông hợp tác với Inderjit Singh, Tiến sĩ Khursheed Nizam và nhà đầu tư Pakistan để duy trì Ecommerce Gateway như một công ty cổ phần đầu tư tư nhân cho dự án kinh doanh ở Pakistan. Sau đó, ông chuyển sang đầu tư cổ phần tư nhân vào năm 2004 sau khi nhìn thấy sự tàn phá môi trường bởi sóng thần. Những công ty mua lại trước đó của ông đều là các công ty liên quan đến môi trường.
Ông là một đối tác trong công ty chế bản điện tử Fu Manchu Designs (1991-1993); làm việc trong chụp lĩnh vực ảnh kỹ thuật số và lưu trữ nơi ông là tác giả của kế hoạch kinh doanh và đồng sáng lập CD Imaging (1991-1995), bây giờ được gọi là Fotohub; là một đối tác sáng lập trong Rongsak & Shyan, một công ty kiến thúc hiển thị (1994-1996) trước khi lập công ty kiến trúc của riêng mình Shyan Associates vào cuối năm 1996. Ông đứng đầu CommerceTrust Limited, một công ty được thành lập bởi Tiến sĩ Toh See Kiat, cựu thành viên của quốc hội Singapore.
Hoàng Triết Hiền nhậm chức tại CommerceNet Singapore tháng 3 năm 2000 với vị trí Giám đốc điều hành vào cuối kỉ nguyên dotcom, nơi ông đã tái thương hiệu thành 'CNSG", tiến hành thu mua các công ty đang tìm cách lên sàn chứng khoán quốc tế cũng như các công ty đã thất bại trong việc bảo đảm nguồn vốn.<- Ông đã tìm hiểu và nắm vững các kĩ năng của mình trong thời gian này.--> Ông cũng đã làm việc với thị trường tiêu chuẩn ở Singapore, đưa ra CaseTrust trước sự phân hóa nội bộ dẫn đến sự chia rẽ trong CNSG, Trung tâm xúc tiến bán lẻ và tạo ra tổ chức CASE mới. Sự chia rẽ sau đó đã dẫn đến sự ra mắt của ConsumerTrust, BusinessTrust và PrivacyTrust trong chương trình khai thác thị trường. Chương trình này được thành lập theo chương trình TrustSg. Chương trình sau đó đã trở thành một phần của Trustmark Alliance khu vực châu Á-Thái Bình Dương và sáng kiến Liên minh Trustmark toàn cầu.
Ông đồng sáng lập Tập đoàn Tư vấn CNSG với Lawrence CS Ng, người đang là Giám đốc Tập đoàn. Nhóm này có các dự án chủ yếu trong khu vực Đống Nam Á và Trung Quốc. Tập đoàn này thường xuyên hoạt động song song với CommerceNet's Consulting Partners. Hai bên đã cùng nhau thay đổi sang hình thức công ty tư vấn tư nhân vốn chủ sở hữu (PEC) và một nền tảng tài chính cho "Dự án quản lý"- một đòn bẩy cho việc mua bán công ty, các cuộc sáp nhập và chuyển quyền. Công ty này dẫn đầu các cuộc sáp nhập và mua lại trong khu vực Đông Nam Á và "GuangdongPortfolios '. Ông đã thành lập nên MOCGlobal Limited và thiết kế dòng doanh thu của nó thông qua CatalystX, idx để nhân rộng những nỗ lực của mình ở Trung Quốc, trong khoảng từ năm 2014 đến giữa năm 2015 trước khi ông bị lật đổ bởi hai phụ tá của ông, khiến ông phải thiết lập một công ty đầu tư mới, là công ty công tập trung đầu tư vào nhưng phi vụ đầu tư rủi ro cao.

## Đầu tư vào Nam Phi
Hoàng Triết Hiền thiết lập cơ sở đầu tư tại Nam Phi dưới danh nghĩa một công ty tư với tập trung ban đầu ở Western Cape. Ông chuyển trọng tâm của mình tới khu vực châu Phi, mặc dù thiếu một mạng lưới mạnh như ở Đống Nam Á và Viễn Đông. Những điểm thua lỗ ở Trung Đông và Bắc Phi (MENA) đã gần như bị xóa sổ toàn bộ trong danh mục đầu tư của ông. Những trở ngại ban đầu của ông nằm ở tình trạng bất ổn của chính trị và xã hội, bao gồm cả những thất bại ở Madagascar, sự không ổn định ở Sudan, dự án Ain Al-Sukhna tại Ai Cập, dẫn đến sự chậm trễ trong việc gia nhập thị trường và hạn chế sự phát triển sau đó tại châu lục này.
Ông dẫn đầu một dự án tích hợp với vốn chủ sở hữu của FirstRand Group ở George, một thành phố loại hai ở Western Cape, Nam Phi. Công ty thiết kế của ông sau đó đã được giao nhiệm vụ thiết kế một dự án đáng chú ý là MICE-centrictrị giá 28 tỷ rand, hay được biết đến nhiều hơn là dự án Destiny Africa. Dự án đã được công bố bởi Thống đốc của Western Cape, Helen Zille vào ngày 6 tháng 11 năm 2009. Wong soạn thảo mô hình REIT như một sự kết hợp của một dự án tài chính hybrid và mô hình tài chính doanh nghiệp vào phát triển bất động sản. Tuy nhiên chính quyền đã bán đi dự án này thay vì phát triển nó.
Wong còn quan tâm đến lĩnh vực Boutique Hotel. Nhiều sáng kiến của ông bao gồm tìm kiếm các vùng đất tiềm năng trong khu vực vào giữa năm 2010. Ông đã đưa ra "chương trình thu mua toàn cầu tích hợp" ban đầu được áp dụng ở M2C International ởHồng Kông, hay còn được gọi là Gloproc, nhưng bị lỗ và dẫn đến việc ngừng các hoạt động ở Nam Phi. Ban đầu nó được hình thành để phục vụ cho "Destiny Africa", nhưng do sự trì trệ của dự án, Gloproc đã được thay đổi thành một chương trình độc lập ở Cape Town. Dự  án Velodrome ở Cape Town không tiến triển dẫn đến việc đóng cửa. Những sáng kiến khác là việc ông hợp tác với một nhóm nhỏ nòng cốt các chuyên gia tư vấn trẻ, các nhà doanh nghiệp và tư nhân cổ phần, chủ yếu là sinh viên tốt nghiệp từ Đại học Stellenbosch, nghiên cứu trong lĩnh vực chuyển đổi giáo dục, đào tạo và các sáng kiến cho ngành công nghiệp. Ông cũng đã đầu tư vào Lormont, một công ty rượu vang đặc sản qua công ty cổ phần đầu tư liên doanh tại Singapore của ông, ShyanWest. Ông có vốn chủ sở hữu cùng với Franco van der Weisthuizen. Ông cũng liên kết với một quỹ đầu tư kim cương Nam Phi có trụ sở tại Đông Nam Á

## Đầu tư vào Nam Mỹ
Ông cố gắng tiến vào thị trường thông qua Venezuela như một phần của một trung tâm mua sắm toàn cầu, nhưng không thành công.

## Chi nhánh và giải thưởng
Hoàng Triết Hiền đứng đầu Chinese Entrepreneurs Network, nơi ông đã liên kết và chủ trì kể từ tháng 11 năm 2008.
Ông nhận được giải thưởng Fellow Melvin Jones, giải thưởng cao nhất của Lions Club International Foundation (LCIF), được trao bởi Lions Club Ipoh Central vào tháng 8 năm 2011.
Ông đã được trao bằng tiến sĩ danh dự của trường Đại học Dadabhoy vào năm 2007.
Ông là một kiến trúc sư và đã đăng ký với Hội đồng Kiến trúc sư Singapore. Ông cũng là một thành viên của công ty Royal Institute of British Architects và là một thành viên củaAmerican Institute of Architects.
Ông được đề cử và bổ nhiệm Chủ tịch của International Architects Salon từ năm 2003 đến năm 2006. Ông cũng là một thành viên của ban giám khảo cuộc thi Tianjin Music Hall Design Competition.
Wong cũng từng là tổng thư ký cho giải thưởng Singapore E-Global Awards vào năm 2003 và 2004.